# Æthelwald Moll

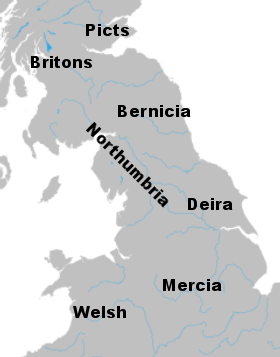
Die wichtigsten Kleinkönigreiche in Großbritannien des achten Jahrhunderts – Northumbria bestand aus den früheren Königreichen Bernicia und Deira

Æthelwald Moll (auch Aeðelwaldus, Æþilwald, Aðelwald, Aþelwald, Ediluuald, Moll, Moll Adeluuold, Æðelwold etc.) war von 759 bis 765 König des angelsächsischen Königreiches Northumbria.

## Leben
Æthelwald wird nicht in der genealogischen Abfolge der Könige von Northumbria geführt. Der wahrscheinlichste Grund hierfür ist, dass er nicht als Nachfahre von Ida von Bernicia gesehen wurde. Ob er ein Nachkomme der Dynastie von Ælle von Deira war oder aus einer anderen angesehenen Adelsfamilie stammte, ist nicht bekannt. Vermutlich war der Abt Forthred ein Bruder Æthelwalds. Der Chronist Symeon von Durham berichtet, dass Æthelwald und Æthelthryth am 1. November 762 in Caterecta (Catterick in North Yorkshire) heirateten. Der spätere König Æthelred I. (774-778 und 788-796) war ein Sohn Æthelwalds, seine Tochter Æthelthryth ist als Nonne im italienischen Lucca belegt.
Um 757 enteignete König Eadberht drei Klöster (Stonegrave, Coxwold und Donæmuthe) des Abtes Forthred und übergab sie dem „patricius Moll“. Forthred wandte sich an Papst Paul I., der in einem Brief die Rückgabe forderte. Eadberht dankte 758 zu Gunsten seines Sohnes Oswulf ab und wurde Mönch in York. Möglicherweise war Æthelwald in die Abdankung Eadberhts involviert.
Am 24. oder 25. Juli 759 wurde der König von Mitgliedern seines Haushaltes in Methel Wonghtun (Market Weighton) ermordet. Wer hinter dem Mordanschlag steckte wurde nicht überliefert, doch ging das Komplott vermutlich von Æthelwald aus. Am 5. August 759 wurde Æthelwald Moll zum König gekrönt. Seine Machtbasis lag wahrscheinlich in Deira, dem südlichen Teil Northumbrias.
Æthelwald musste mindestens eine Rebellion niedergeschlagen, die von dem mutmaßlichen Thronrivalen Oswine (möglicherweise ein Bruder Oswulfs) angeführt wurde. Der Aufstand endete in einer dreitägigen Schlacht vom 7. bis 9. August 761 mit Oswines Tod bei Edwin's-Cliff (Eildon Hills bei Melrose). Am 30. Oktober 765 wurde Æthelwald in Pincanheale (Finchale bei Durham) vom Witenagemot abgesetzt und Ealchred (Alhred), der Schwager seines Vorgängers Oswulf, zum neuen König bestimmt.
Nach seiner Absetzung begab sich Æthelwald, möglicherweise nicht freiwillig, in ein Kloster und wurde Mönch. Sein Todesjahr ist unbekannt. Der im Jahr 799 von Eardwulf (796-810?) hingerichtete Ealdorman „Moll“ war wahrscheinlich ein Nachfahre.